# آزابيتين
آزابيتين (بالإنجليزية: Azapetine)‏ هو موسع للأوعية.